# Volo di notte (opera)
Volo di notte è un'opera in un atto composta da Luigi Dallapiccola basata su di un libretto in lingua italiana che egli scrisse basandosi sul romanzo Vol de nuit di Antoine de Saint-Exupéry. 
Fu eseguita per la prima volta al Teatro della Pergola di Firenze il 18 maggio 1940 diretta da Fernando Previtali con Frank Valentino, Antonio Melandri e Suzanne Danco.
L'opera affronta temi quali la sofferenza e il destino individuale in contrapposizione alla presa di potere del fascismo.

## Parti
- Primo impiegato (tenore)
- Secondo impiegato (baritono)
- Terzo impiegato (tenore)
- Quarto impiegato (baritono)
- Leroux, pilota (basso)
- Pellerin, pilota (tenore)
- Operatore radio (tenore)
- Rivière, direttore di volo (basso-baritono)
- Robineau, ispettore (basso)
- Simona Fabien, moglie di un pilota (mezzosoprano)

## Organico di strumenti
L'orchestra richiede:
- legni: ottavino, 3 flauti (3° anche ottavino), 2 oboi, corno inglese, 3 clarinetti in Si bemolle (3° anche clarinetto piccolo in Mi bemolle), 2 fagotti, controfagotto, 2 sassofoni (contralto in Mi bemolle e tenore in Si bemolle);
- ottoni: 4 corni in Fa, 4 trombe in Do, 3 tromboni e tuba;
- timpani e percussioni: triangolo, piatto sospeso, piatti, 3 tam-tam, tamburo piccolo, tamburo militare, tamburo, cassa rullante, grancassa, 2 campane, xilofono;
- tastiere: celesta e pianoforte;
- 2 arpe e archi: violini primi e secondi, viole, violoncelli e contrabbassi

Sulla scena sono richiesti 2 clarinetti in Si bemolle (2° anche clarinetto piccolo in Mi bemolle), 3 sassofoni (soprano in Si bemolle, contralto in Mi bemolle, tenore in Si bemolle), 2 trombe in Do, trombone, triangolo, piatto sospeso, tamburo basco, tamburo piccolo, tamburo, grancassa a pedale, vibrafono (anche xilofono), pianoforte, 3 violini e 2 contrabbassi.

## Trama
Il protagonista è un pilota solitario che esegue trasporti postali a lunga distanza con un biplano attraverso l'America Latina. Durante i suoi primi giorni di volo viene colto da una tempesta senza speranze di poter atterrare. Il dramma descrive i rapporti con la sua famiglia, ansiosa per la sua salvezza, e il suo titolare, preoccupato sia per il suo ritorno che per il successo dell'impresa che gli ha affidato.